# Lourdes (powieść)
Lourdes – powieść Émile’a Zoli z 1894, pierwsza część trylogii powieściowej Trzy miasta Émile’a Zoli.

## Okoliczności powstania

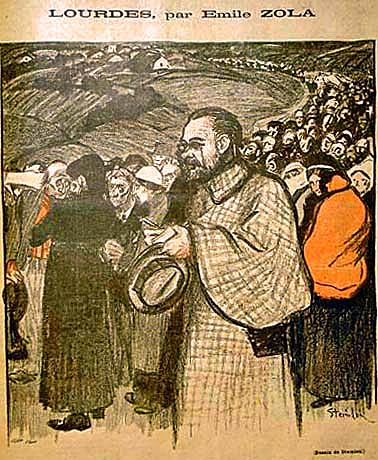
Emil Zola na pielgrzymce do Lourdes, karykatura Teofila Steinlena z kwietnia 1894

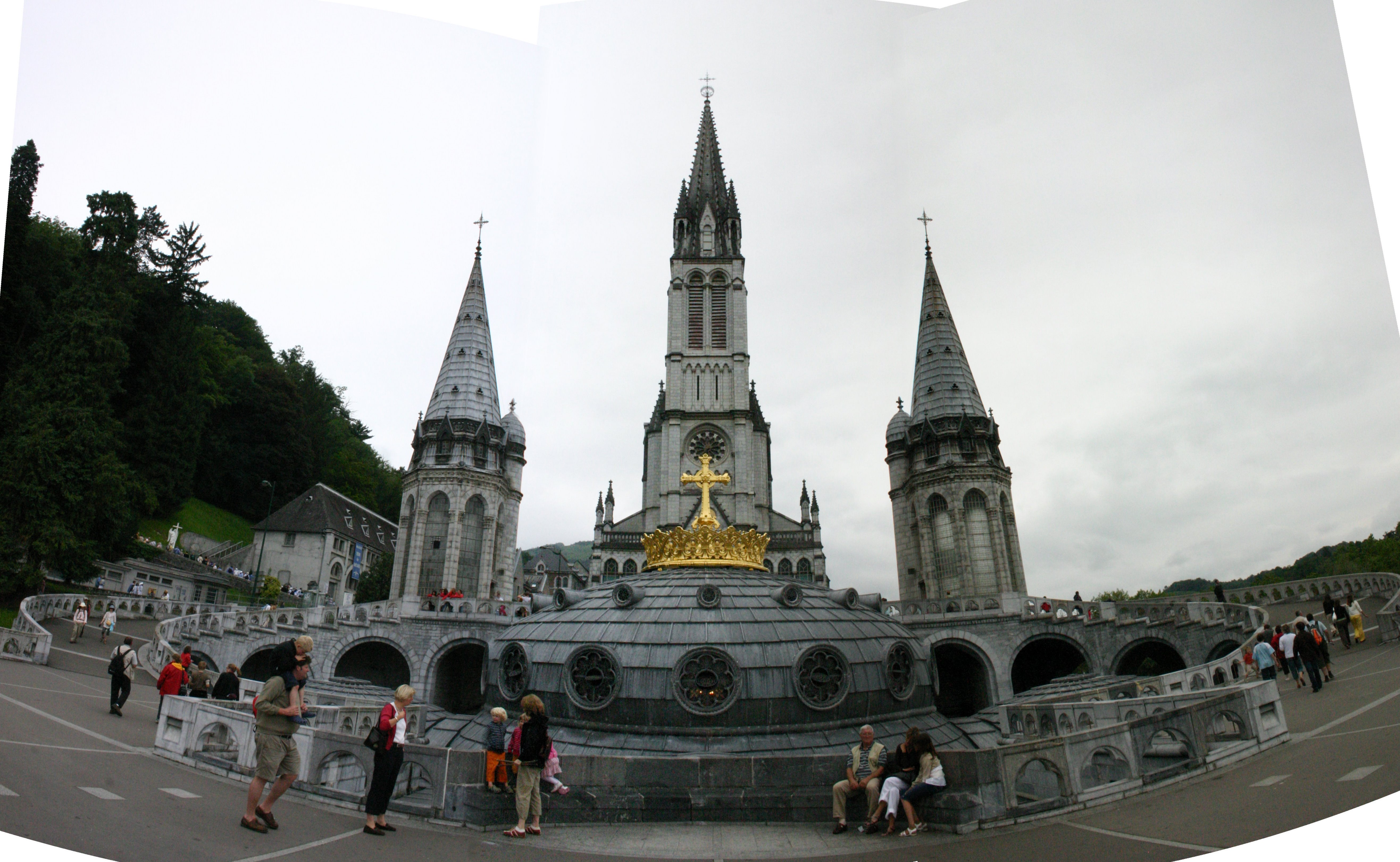
Widok sanktuarium w Lourdes

W trakcie wyjazdu w Pireneje Zola odwiedził prężnie rozwijające się sanktuarium w Lourdes. Obraz ogromnego centrum pielgrzymkowego, fanatyzm religijny wielu spośród pątników oraz postawa prowadzących sanktuarium księży zainspirowały pisarza do rozpoczęcia nowego cyklu powieściowego, którego centralnym punktem miała być kwestia religii, a pierwszym tomem miała być właśnie powieść o „mieście cudów”. W lipcu 1892 Zola ogłosił te plany w periodyku Gil Blas, po czym ponownie wyjechał do Lourdes. W czasie tego wyjazdu dokładniej zaplanował kontynuację powieści, przewidując umiejscowienie jej akcji w Rzymie. Koncepcja tomu trzeciego, rozgrywającego się w Paryżu i konfrontującego chrześcijaństwo z ideami socjalizmu i anarchizmu powstała w końcu roku 1892.
Powieść Lourdes ukazała się w lipcu 1894, wcześniej była również publikowana w odcinkach przez Gil Blas.

## Treść
Piotr Froment, ksiądz katolicki, przeżywa poważny kryzys wiary. Nie chcąc wykonywać bez przekonania swoich obowiązków, udaje się razem z przyjaciółką z dzieciństwa, Marią de Guersaint, i jej rodziną, na pielgrzymkę do Lourdes. Maria po ciężkiej chorobie może poruszać się jedynie na wózku i jej rodzice, wierzący katolicy, jak i ona sama, mają nadzieję na cudowne wyleczenie. Równocześnie do słynnego miejsca objawień maryjnych ciągną tysiące chorych, również pragnących odzyskać zdrowie. Specjalne „białe wagony” pociągów wiozą osoby, którym lekarze nie dają szans na wyleczenie lub osoby dotknięte szczególnie przerażającymi chorobami (jak Eliza Roquet, której twarz została zdeformowana przez schorzenia skóry).
Piotr obserwuje naiwną, „dziecięcą” wiarę tłumu w cuda wywoływane przez posąg Maryi oraz wodę ze źródeł Lourdes, jednak sam nie jest w stanie przyjąć toku myślenia zgromadzonych. Krytycznie przygląda się warunkom sanitarnym panującym w Lourdes, brakowi głębszej refleksji nad wiarą u większości uczestników pielgrzymki oraz postawie Ojców z Groty, opiekunów sanktuarium, nastawionych jedynie na zyski przynoszone przez pielgrzymki. Ostatnie złudzenia traci po wysłuchaniu historii proboszcza Peyramale, pierwszego opiekuna Lourdes, który został przez Ojców całkowicie odsunięty od swojej parafii, a wznoszony przez niego kościół, w którym został następnie pochowany, uległ ruinie i zapomnieniu. Piotr nie dzieli się jednak z rodziną Marii swoimi refleksjami, nie chcąc burzyć ich nieustającej wiary w możliwość uzdrowienia córki. Wiarę tę podtrzymują również zadziwiające przypadki chorych z „białego wagonu” – jedna z jadących nim kobiet wprawdzie umiera zgodnie z prognozami medyków, ale inna, gruźliczka, zaczyna wyraźnie czuć się lepiej, zaś rany pokrywające twarz Elizy Roquet zaczynają zanikać.
W czasie mszy wieczornej, ogarnięta uniesieniem religijnym Maria nagle wstaje z wózka i zaczyna chodzić. Jej przypadek zostaje okrzyknięty kolejnym cudem Lourdes. Wierzy w to także Piotr, jednak po spotkaniu z lekarzem prowadzącym chorobę przyjaciółki dowiaduje się, że wyzdrowienie pod wpływem gwałtownego wzruszenia psychicznego było całkowicie wytłumaczalne przez naukę. Ponownie ksiądz nie mówi o tym szczęśliwej Marii. Tymczasem pielgrzymi zaczynają wracać do stolicy Francji. Niektórzy, jak Eliza Roquet, cieszą się ze znacznej poprawy swego stanu, inni, jak kobieta chora na gruźlicę, na nowo odczuwają dawne objawy. Piotr, nadal obserwując sytuację, dochodzi do wniosku, że ratunkiem dla katolicyzmu – i jego wiary – jest powrót do korzeni religii.

## Cechy i przesłanie utworu
Lourdes to powieść naturalistyczna ukazującą rozwijający się we Francji ruch pielgrzymkowy i jego najsłynniejsze sanktuarium. Podobnie jak Germinal czy Ziemia dzieło opiera się na obserwacjach autora z jego własnej podróży do opisywanego miejsca, a efekt poznawania poprzez podróż i wnikliwą obserwację wzmacnia (zastosowany również w dwóch wymienionych wyżej utworach) zabieg wprowadzenia bohatera-przybysza z zewnątrz (w tym wypadku księdza Fromenta), który poznaje Lourdes równolegle z czytelnikiem i zmienia swój osąd obserwowanych zjawisk w miarę zdobywania coraz dokładniejszych informacji.
Lourdes wyraźnie krytykuje organizację ruchu pielgrzymkowego oraz materialistyczne nastawienie części kleru, pragnącego głównie bogacić się na przybywających masowo pątnikach. Poglądy te Zola przejął od publicysty Henriego Lasserre, który opowiadał mu o Bernadettcie Soubiros i początkach zorganizowanego ruchu pielgrzymkowego, nie szczędząc krytyki Ojcom z Groty. Nie atakuje jednak samej wiary katolickiej, chociaż narrator spogląda raczej krytycznie na postawę pielgrzymów ślepo ufających mocy wody z groty Massebielle czy posągu Maryi. Również fakt uzdrowień nie zostaje całkowicie odrzucony – chociaż autor udowadnia, że uzdrowienie jednej z głównych bohaterek, Marii, było w rzeczywistości medycznie wytłumaczalne, nie stosuje tego samego rozumowania względem Elizy Roquet, której choroba powoli ustępuje w czasie pielgrzymki do Lourdes. Znaczący i wpisujący się w krytykę panującej w sanktuarium swoistej komercji jest jednak fakt, że ten „prawdziwy cud” rozgrywa się jedynie na drugim planie utworu, a w odróżnieniu od dalece bardziej widowiskowego „uzdrowienia” Marii nie staje się przyczyną publicznej sensacji i zachwytu.
Zola stale podkreślał jednak, że nie wierzy w Boga ani uzdrowienia: domniemane cuda Lourdes uważał za efekt wielkiego psychicznego napięcia występującego u głęboko wierzących pątników. Nawiązał w ten sposób do teorii współczesnego mu psychiatry Charcota. Na potwierdzenie swoich tez rozmawiał kilkakrotnie z lekarzami, z których jeden – doktor Boisarie – został uwieczniony w powieści jako Beauclair, jeden z lekarzy Marii.

## Recepcja
Lourdes było ogromnym sukcesem wydawniczym, rozchodząc się w 120 tys. egzemplarzy w ciągu miesiąca, stając się trzecią co do wysokości sprzedaży powieścią Zoli (ulegając jedynie Klęsce i Nanie). Dzieło zostało jednak natychmiast celem ostrych ataków duchowieństwa katolickiego oraz związanych z nim środowisk. Zola nie spełnił oczekiwań niektórych publicystów, którzy liczyli na to, że wizyta w sanktuarium nawróci pisarza na chrześcijaństwo. Z ostrą polemiką wystąpił Richard, biskup Aix-en-Provence, którego jurysdykcji podlegało Lourdes. Znalazły się jednak również głosy katolików, którzy poparli antymaterialistyczny wydźwięk utworu. Powieść została również wpisana na Indeks Ksiąg Zakazanych i przyczyniła się do podobnego potraktowania całokształtu twórczości Zoli.